# 1283 Komsomolia
Az 1283 Komsomolia (ideiglenes jelöléssel 1925 SC) a Naprendszer kisbolygóövében található aszteroida. V. Albitzkij fedezte fel 1925. szeptember 25-én.